# Echipa națională de fotbal a Iordaniei
Echipa națională de fotbal a Iordaniei (المنتخب الأردني لكرة القدم) (cunoscută de fanii ei ca النشامى Al-Nashama) este naționala de fotbal a Iordaniei și este controlată de Asociația de Fotbal a Iordaniei. 
Iordania a jucat în cinci ediții ale Cupei Asiei. A ajuns în finala unui turneu major pentru prima dată la ediția din 2023 a Cupei Asiei, terminând pe locul doi. Iordania a câștigat Jocurile Arabe de două ori, în 1997 și 1999. Echipa a ajuns în finala Campionatului WAFF de trei ori, dar nu a câștigat-o niciodată. Iordania a găzduit Campionatul WAFF de trei ori, în 2000, 2007 și 2010; Cupa Arabă o dată, în 2002; și Jocurile Arabe o dată, în 1999.
Iordania s-a calificat pentru prima sa Cupă Mondială FIFA în 2026, după o victorie reușită împotriva Omanului cu 3-0.

## Campionatul Mondial
| Campionatul Mondial de Fotbal | Campionatul Mondial de Fotbal | Campionatul Mondial de Fotbal | Campionatul Mondial de Fotbal | Campionatul Mondial de Fotbal | Campionatul Mondial de Fotbal | Campionatul Mondial de Fotbal | Campionatul Mondial de Fotbal | Campionatul Mondial de Fotbal | Campionatul Mondial de Fotbal |
| Anul                          | Rezultat                      | J                             | V                             | E                             | Î                             | GM                            | GP                            | DG                            |                               |
| ----------------------------- | ----------------------------- | ----------------------------- | ----------------------------- | ----------------------------- | ----------------------------- | ----------------------------- | ----------------------------- | ----------------------------- | ----------------------------- |
| 1930 până la 1954             | Nu a fost membră FIFA         | -                             | -                             | -                             | -                             | -                             | -                             | -                             |                               |
| 1958 până la 1982             | Nu a participat               | -                             | -                             | -                             | -                             | -                             | -                             | -                             |                               |
| 1986 până la 2022             | Nu s-a calificat              | -                             | -                             | -                             | -                             | -                             | -                             | -                             |                               |
| 2026                          | Calificată                    | 0                             | 0                             | 0                             | 0                             | 0                             | 0                             | 0                             |                               |
| Total                         | 1/23                          | 0                             | 0                             | 0                             | 0                             | 0                             | 0                             | 0                             |                               |

## Cupa Asiei
| Cupa Asiei AFC    | Cupa Asiei AFC   | Cupa Asiei AFC | Cupa Asiei AFC | Cupa Asiei AFC | Cupa Asiei AFC | Cupa Asiei AFC | Cupa Asiei AFC | Cupa Asiei AFC | Cupa Asiei AFC |
| Anul              | Rezultat         | J              | V              | E              | Î              | GM             | GP             | DG             |                |
| ----------------- | ---------------- | -------------- | -------------- | -------------- | -------------- | -------------- | -------------- | -------------- | -------------- |
| 1956 până la 1968 | Nu a participat  | -              | -              | -              | -              | -              | -              | -              |                |
| 1972              | Nu s-a calificat | -              | -              | -              | -              | -              | -              | -              |                |
| 1976 până la 1980 | Nu a participat  | -              | -              | -              | -              | -              | -              | -              |                |
| 1984 până la 1988 | Nu s-a calificat | -              | -              | -              | -              | -              | -              | -              |                |
| 1992              | Nu a participat  | -              | -              | -              | -              | -              | -              | -              |                |
| 1996 până la 2000 | Nu s-a calificat | -              | -              | -              | -              | -              | -              | -              |                |
| 2004              | Sferturi         | 4              | 1              | 3              | 0              | 3              | 1              | 2              |                |
| 2007              | Nu s-a calificat | -              | -              | -              | -              | -              | -              | -              |                |
| 2011              | Sferturi         | 4              | 2              | 1              | 1              | 5              | 4              | 1              |                |
| 2015              | Faza grupelor    | 3              | 1              | 0              | 2              | 5              | 4              | 1              |                |
| 2019              | Optimi           | 4              | 2              | 2              | 0              | 4              | 1              | 3              |                |
| 2023              | Finala           | 5              | 3              | 1              | 1              | 10             | 5              | 5              |                |
| 2027              | Calificată       | 0              | 0              | 0              | 0              | 0              | 0              | 0              |                |
| Total             | 6/19             | 19             | 8              | 7              | 4              | 26             | 15             | 11             |                |